# Картопляна нематода золотиста
Золоти́ста картопля́на цистоутво́рююча немато́да  (лат. Globodera rostochiensis (Wollenweber) Behrens) — вузькоспеціалізований вид, який паразитує на коренях картоплі і томатів, уражує інші рослин з родини пасльонові.

## Історія
В Україну золотиста картопляна нематода була завезена у 1961 році.
Розвиток картопляної нематоди відбувається в коренях рослини-господаря. Хворі рослини утворюють не чисельні слабкі стебла, які передчасно жовтіють. Бульб утворюється мало, вони дрібні, а іноді зовсім відсутні.
Картопляна нематода особливо значної шкоди завдає на присадибних ділянках і на полях із скороченою спеціалізованою сівозміною, де картопля вирощується беззмінно або повертається на попереднє місце на другий-третій рік. Втрати врожаю можуть складати 30-80 %. Крім прямих втрат, є втрати, що зумовлені забороною або обмеженням перевезення продукції із зон зараження, оскільки картопляна цистоутворююча нематода є об'єктом зовнішнього та внутрішнього карантину.
У 2005 році збільшення площі зараження нематодою спостерігалось у Житомирській, Івано-Франківській, Тернопільській, Хмельницькій областях на загальній площі 71,09 га. Вперше було виявлено золотисту картопляну нематоду в смт Ширяєве, Ширяївського району, Одеської області на присадибних ділянках, що використовуються для вирощування картоплі та протягом майже усього вегетаційного сезону знаходяться під поливом. Збільшення площ в цілому відбулось внаслідок встановлення кордонів старих вогнищ та виявлення нових. Разом з цим по Україні спостерігається незначне зменшення зараженості на 87,34 га і на 1.01.2006 року площа під золотистою картопляною нематодою становить 5453,06 га. У наш час золотиста картопляна нематода розповсюджена в переважній більшості на присадибних ділянках громадян в 116 районах, 14 областей України: Вінницькій, Волинській, Житомирській, Закарпатській, Івано-Франківській, Київській, Львівській, Одеській, Рівненській, Сумській, Тернопільській, Хмельницькій, Черкаській, Чернігівській.
Розповсюджується картопляна нематода в основному в стадії цист, які прилипають до предметів, що стикаються із зараженим ґрунтом і переносяться на будь-які відстані. Зазвичай цисти переносяться із садивним матеріалом, перед усім бульбами картоплі, із ґрунтом, що є на бульбах, коренеплодах, цибулинах, а також сільгоспінвентарем, ногами людей та тварин, транспортними засобами, дощовими водами та вітром.

## Карантинні заходи
- забороняється ввезення зараженого садивного матеріалу і ґрунту з регіонів розповсюдження захворювання;
- карантинний огляд та лабораторна експертиза;
- обстеження посадок картоплі у період вегетації для виявлення захворювання;
- запровадження особливого карантинного режиму;
- вивезення продукції рослинного походження з ураженої зони при дотриманні встановлених вимог.

## Агротехнічні заходи
- використання в сівозміні культур, що не уражуються (бобові, зернові, технічні культури, багаторічні трави);
- заміна сприйнятливих сортів картоплі на стійкі: Доброчин, Пролісок, Берегиня, Водограй, Слов'янка, Молодіжна, Західна.